# Glenea flavocincta
Glenea flavocincta là một loài bọ cánh cứng trong họ Cerambycidae.